# Osmopleura
Osmopleura is een kevergeslacht uit de familie van de boktorren (Cerambycidae). De wetenschappelijke naam van het geslacht werd voor het eerst geldig gepubliceerd in 1964 door Linsley.

## Soorten
Osmopleura is monotypisch en omvat slechts de volgende soort:
- Osmopleura chamaeropis (Horn, 1893)